# Герои Российской Федерации — Ш

В настоящем списке представлены в алфавитном порядке Герои Российской Федерации, чьи фамилии начинаются с буквы «Ш». Список содержит информацию о роде войск (службе, деятельности) Героев на время присвоения звания, дате рождения, месте рождения, дате смерти и месте смерти Героев.
 Серым цветом в таблице выделены Герои, награждённые посмертно. 
| №  | Фото | Фамилия Имя Отчество             | Род войск, служба         | Годы жизни                        | Место рождения                                                              | Место гибели (смерти)                                         |       |
| -- | ---- | -------------------------------- | ------------------------- | --------------------------------- | --------------------------------------------------------------------------- | ------------------------------------------------------------- | ----- |
| 1  |      | Шаврин, Сергей Иванович          | ФСБ                       | род. 5 ноября 1965                | Москва, РСФСР                                                               |                                                               |       |
| 2  |      | Шадрин, Роман Александрович      | Пехота и мотострелки      | 23 января 1967 — 29 августа 2021  | ст. Кутейниковская, Ростовская область, РСФСР                               | Екатеринбург                                                  |       |
| 3  |      | Шадура, Юрий Дмитриевич          | Пехота и мотострелки      | 9 февраля 1961 — 25 декабря 1999  | Коростень, Житомирская область, Украинская ССР                              | Грозный, Чечня                                                |       |
| 4  |      | Шаймарданов, Дамир Эдуардович    | Бронетанковые войска      | 2 августа 1998 — 30 апреля 2022   | Йошкар-Ола, Марий Эл                                                        | Долгенькое, Изюмский район, Харьковская область, Украина      |       |
| 5  |      | Шаймуратов, Минигали Мингазович  | Кавалерия                 | 15 февраля 1899 — 23 февраля 1943 | д. Биштяки, Уфимский уезд, Уфимская губерния                                | Ворошиловградская область, Украинская ССР                     |       |
| 6  |      | Шалаев, Роман Евгеньевич         | Десантные войска          | 9 октября 1992 — 26 июня 2023     |                                                                             | Украина                                                       |       |
| 7  |      | Шаманов, Владимир Анатольевич    | Генералитет               | род. 15 февраля 1957              | Барнаул, Алтайский край, РСФСР                                              |                                                               |       |
| 8  |      | Шамшеев, Иван Сергеевич          | спецназ ГРУ               | 5 августа 1999 — 30 октября 2022  | Калининград, Калининградская область                                        | Украина                                                       |       |
| 9  |      | Шанцев, Сергей Владимирович      | спецназ ГРУ               | 16 августа 1958 — 24 января 2000  | Уссурийск, Приморский край                                                  | с. Рошни-Чу, Чечня                                            |       |
| 10 |      | Шаргин, Юрий Георгиевич          | Лётчик-космонавт          | род. 20 марта 1960                | Энгельс, Саратовская область, РСФСР                                         |                                                               |       |
| 11 |      | Шарипов, Салижан Шакирович       | Лётчик-космонавт          | род. 24 августа 1964              | Узген, Ошская область, Киргизская ССР                                       |                                                               |       |
| 12 |      | Шаров, Александр Алексеевич      | Войска ПВО СВ             |                                   |                                                                             |                                                               |       |
| 13 |      | Шарпатов, Владимир Ильич         | Лётчик                    | род. 21 марта 1940                | пос. Красногорский, Марийская АССР, РСФСР                                   |                                                               | [ 1 ] |
| 14 |      | Шаталин, Владимир Васильевич     | ФСБ                       | 2 мая 1949 — 9 сентября 2002      | Петропавловск-Камчатский, Камчатская область, РСФСР                         | Вилючинск, Камчатская область                                 |       |
| 15 |      | Шатов, Владимир Николаевич       | ФСБ                       | 11 июня 1971 — 23 февраля 2004    | Вахрушево, Ворошиловоградская область, Украинская ССР                       | Ингушетия                                                     |       |
| 16 |      | Шварёв, Александр Ефимович       | авиация                   | 26 декабря 1914 — 3 мая 2006      | Кувандык, Оренбургская губерния                                             | Москва                                                        | [ 2 ] |
| 17 |      | Шевелёв, Андрей Владимирович     | Десантные войска          | род. 24 мая 1970                  | Ленинград, РСФСР                                                            |                                                               |       |
| 18 |      | Шевелёв, Николай Николаевич      | ВВ МВД                    | 29 июля 1965 — 26 апреля 2000     | с. Еленовское, Республика Адыгея, РСФСР                                     | Аргунское ущелье, Чечня                                       |       |
| 19 |      | Шевелёв, Сергей Юрьевич          | Пехота и мотострелки      | 1 марта 1980 — 8 августа 2008     | Псков, Псковская область, РСФСР                                             | Южная Осетия                                                  |       |
| 20 |      | Шевченко, Павел Анатольевич      | МВД                       | род. 11 декабря 1964              | Энгельс, Саратовская область, РСФСР                                         |                                                               |       |
| 21 |      | Шевченко, Юрий Анатольевич       | СВР                       | 28 июня 1939 — 6 ноября 2020      | Москва, РСФСР                                                               | Москва                                                        |       |
| 22 |      | Шейко, Сергей Сергеевич          | Морская пехота            | род. 23 января 1967               | Александрия, Кировоградская область, Украинская ССР                         |                                                               |       |
| 23 |      | Шектаев, Дмитрий Александрович   | спецназ ГРУ               | 20 августа 1980 — 22 февраля 2000 | пос. Карабаш, Челябинская область, РСФСР                                    | Аргунское ущелье, Чечня                                       |       |
| 24 |      | Шелест, Андрей Анатольевич       | спецназ ГРУ               |                                   | Кузнецк, Пензенская область, РСФСР                                          |                                                               |       |
| 25 |      | Шелохвостов, Иван Юрьевич        | ВВ МВД                    | 10 июля 1978 — 4 февраля 2003     | Новосибирск, Новосибирская область, РСФСР                                   | Аргун, Чечня                                                  |       |
| 26 |      | Шендрик, Владимир Георгиевич     | авиация                   | род. 1 января 1954                | Миасс, Челябинская область, РСФСР                                           |                                                               |       |
| 27 |      | Шендрик, Евгений Демьянович      | ФСБ                       | род. 8 августа 1960               | станица Роговская, Краснодарский край, РСФСР                                |                                                               |       |
| 28 |      | Шерстянников, Андрей Николаевич  | Воздушно-десантные войска | 1 августа 1975 — 1 марта 2000     | Усть-Кут, Иркутская область, РСФСР                                          | высота 776, Чечня                                             |       |
| 29 |      | Шеффер, Юрий Петрович            | авиация                   | 30 июня 1947 — 5 июня 2001        | Челябинск, Челябинская область, РСФСР                                       | Жуковский, Московская область                                 | [ 3 ] |
| 30 |      | Шибилкин, Вячеслав Александрович | МВД                       | 20 июня 1975 — 8 августа 2000     | пос. Датта, Ванинский район, Хабаровский край, РСФСР                        | с. Самашки, Чечня                                             |       |
| 31 |      | Шикин, Максим Игоревич           | Десантные войска          | род. 23 сентября 1993             | Новороссийск, Краснодарский край, Россия                                    |                                                               |       |
| 32 |      | Шиковский, Владимир Николаевич   | Пехота и мотострелки      |                                   | пгт. Пышма, Свердловская область                                            |                                                               |       |
| 33 |      | Шикунов, Фёдор Иванович          | авиация                   | 30 апреля 1921 — 15 марта 1945    | Майкоп, Республика Адыгея, РСФСР                                            | близ города Бриг (ныне Бжег, Польша)                          | [ 4 ] |
| 34 |      | Шиманкин, Сергей Сергеевич       | ВМФ                       |                                   |                                                                             |                                                               |       |
| 35 |      | Шипицин, Олег Александрович      | Морская пехота            | 17 июля 1974 — 18 марта 2022      | Коми АССР, РСФСР                                                            | Украина                                                       |       |
| 36 |      | Широков, Владимир Константинович | ФСИН                      | 25 мая 1973 — 8 марта 2000        | Ленинград, РСФСР                                                            | с. Комсомольское, Чечня                                       |       |
| 37 |      | Широков, Константин Викторович   | Десантные войска          |                                   |                                                                             |                                                               |       |
| 38 |      | Ширяев, Алексей Юрьевич          | ФСИН                      | 9 апреля 1974 — 8 марта 2000      | Псков, Псковская область, РСФСР                                             | с. Комсомольское, Чечня                                       |       |
| 39 |      | Ширяев, Григорий Викторович      | ВВ МВД                    | 7 декабря 1977 — 4 февраля 2010   | Леньки, Алтайский край, РСФСР                                               | район с. Комсомольское, Чечня                                 |       |
| 40 |      | Шифрин, Игорь Леонидович         | Спецстрой                 | 16 декабря 1952 — 15 ноября 2002  | Житомир, Житомирская область, Украинская ССР                                | Грозный, Чечня                                                |       |
| 41 |      | Шиц, Иван Александрович          | Бронетанковые войска      | род. 29 июня 1981                 | Пушкино, Омский район, Омская область, РСФСР                                |                                                               |       |
| 42 |      | Шишкин, Карен Владимирович       | Пехота и мотострелки      | 14 июля 1975 — 1 января 1995      | Моздок, Северо-Осетинская АССР, РСФСР                                       | Грозный, Чечня                                                |       |
| 43 |      | Шишков, Александр Владимирович   | Десантные войска          | 11 апреля 1988 — 21 мая 2022      | Ульяновск, РСФСР                                                            | Белогоровка, Северодонецкий район, Луганская область, Украина |       |
| 44 |      | Шишов, Денис Николаевич          | Десантные войска          | род. 29 октября 1980              | Рукла, Ионавский район, Литовская ССР                                       |                                                               |       |
| 45 |      | Шкаплеров, Антон Николаевич      | Лётчик-космонавт          | род. 20 февраля 1972              | Севастополь, Украинская ССР                                                 |                                                               |       |
| 46 |      | Шкидченко, Пётр Иванович         | Генералитет               | 7 ноября 1922 — 19 января 1982    | Радомышль, Житомирская область, Украинская ССР                              | пров. Пактия, Афганистан                                      |       |
| 47 |      | Шкурный, Валерий Иванович        | МВД                       | 1 апреля 1959 — 8 марта 2000      | с. Михайловка, Брянская область, РСФСР                                      | с. Комсомольское, Чечня                                       |       |
| 48 |      | Шнитников, Евгений Петрович      | МВД                       | 8 сентября 1953 — 6 августа 1996  | Пермь, Пермская область, РСФСР                                              | Грозный, Чечня                                                |       |
| 49 |      | Шойгу, Сергей Кужугетович        | МЧС                       | род. 21 мая 1955                  | Чадан, Тувинская АО, РСФСР                                                  |                                                               | [ 5 ] |
| 50 |      | Шоломов, Максим Владимирович     | Пехота и мотострелки      | род. 11 января 1981               | Чебаркуль, Челябинская область, РСФСР                                       |                                                               |       |
| 51 |      | Шпитонков, Николай Николаевич    | авиация                   | род. 6 мая 1975                   | Завитинск, Амурская область, РСФСР                                          |                                                               | [ 6 ] |
| 52 |      | Шрайнер, Сергей Александрович    | ВВ МВД                    | 1 апреля 1979 — 14 июля 2000      | с. Веселоярск, Алтайский край, РСФСР                                        | Трасса Аргун-Гудермес, Чечня                                  |       |
| 53 |      | Шубин, Олег Никандрович          | Конструктор               | род. 14 февраля 1959              | Челябинск-50, Челябинская область, РСФСР                                    |                                                               | [ 7 ] |
| 54 |      | Шуваев, Георгий Иванович         | Артиллерия                | 6 мая 1969 — 1 октября 2022       | Старый Оскол, Белгородская область, РСФСР                                   | Украина                                                       |       |
| 55 |      | Шулайкина, Лидия Ивановна        | авиация                   | 28 марта 1915 — 15 июля 1995      | Орехово-Зуево, Московская губерния                                          | Москва                                                        | [ 8 ] |
| 56 |      | Шуляк, Виктор Васильевич         | Морская пехота            | род. 29 августа 1968              | с. Алексеевка, Никопольский район, Днепропетровская область, Украинская ССР |                                                               |       |
| 57 |      | Шуляков, Александр Васильевич    | ФСБ                       | род. 24 ноября 1965               | Подольск, Московская область, РСФСР                                         |                                                               |       |
| 58 |      | Шушунов, Владимир Дмитриевич     | авиация                   | род. 3 марта 1948                 | Ленинград, РСФСР                                                            |                                                               |       |